# Oskar Kaufmann

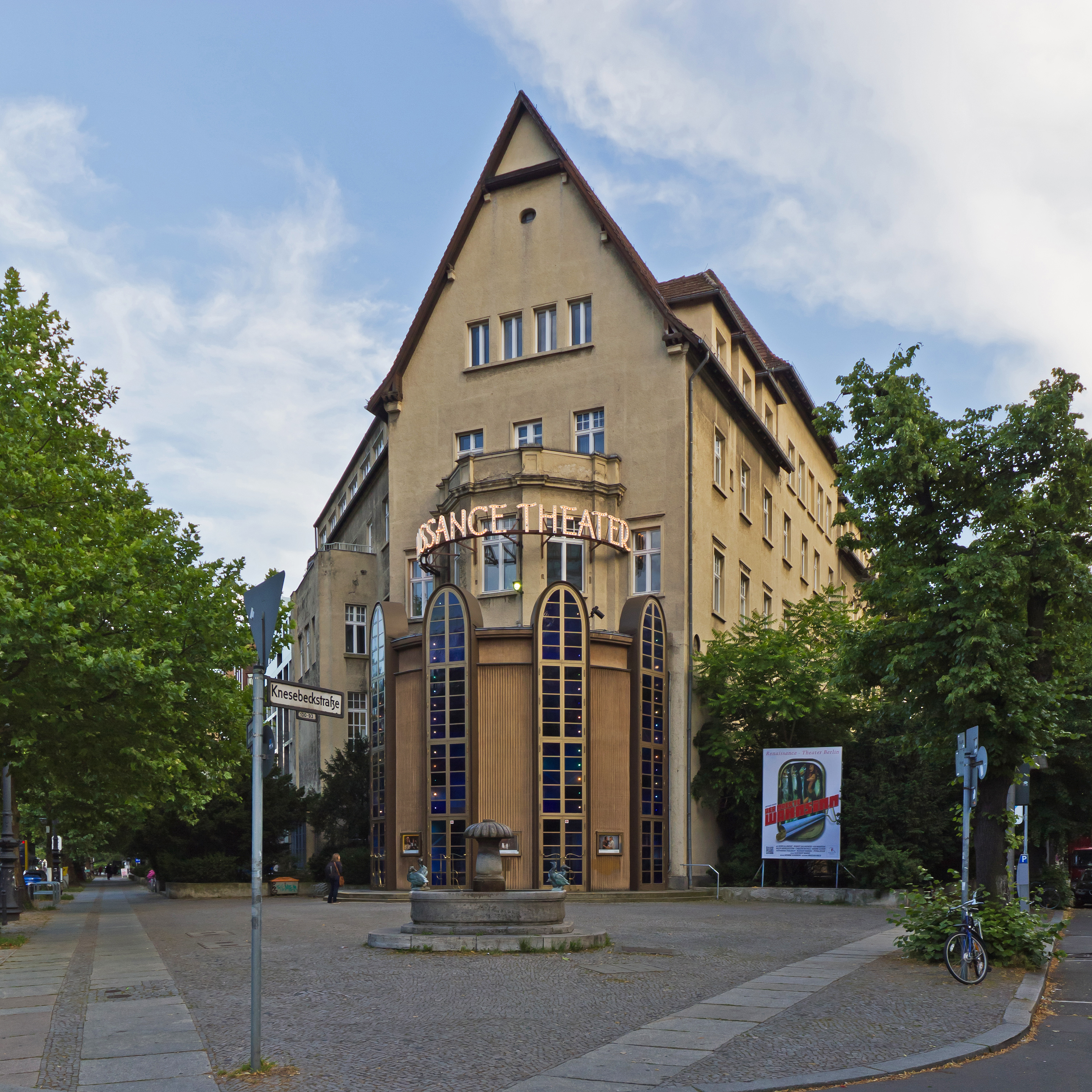
Das Renaissance-Theater, Berlin

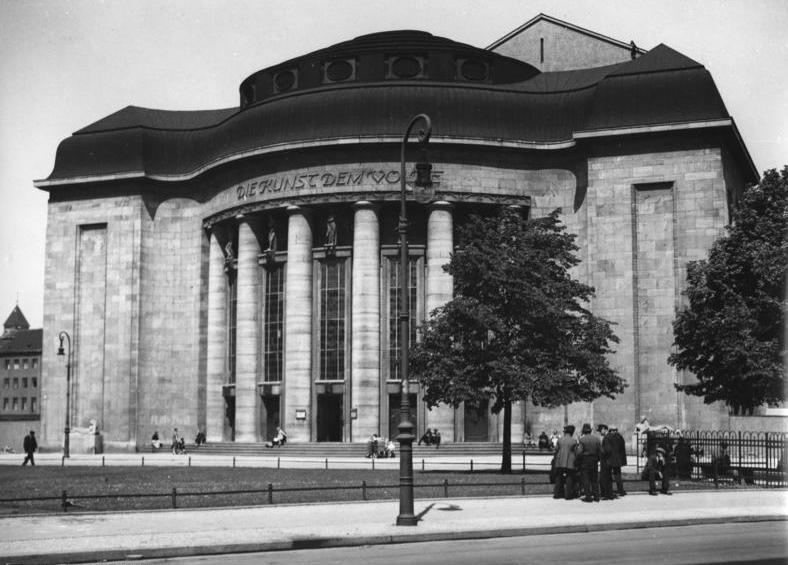
Das Theater der Freien Volksbühne am Rosa-Luxemburg-Platz

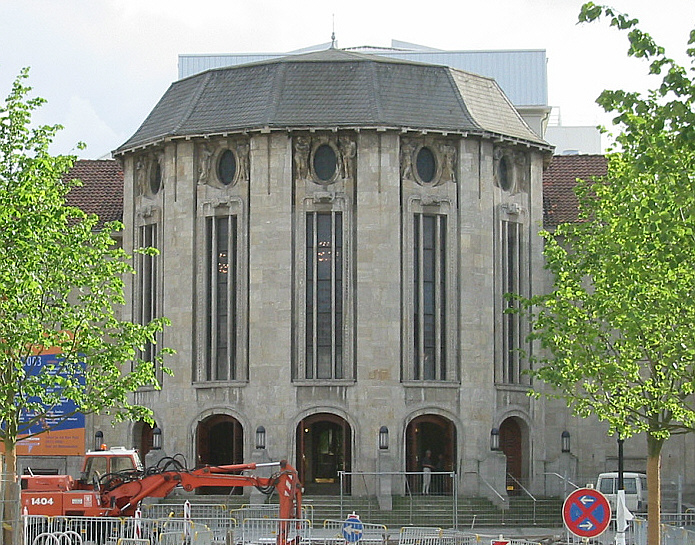
Stadttheater Bremerhaven

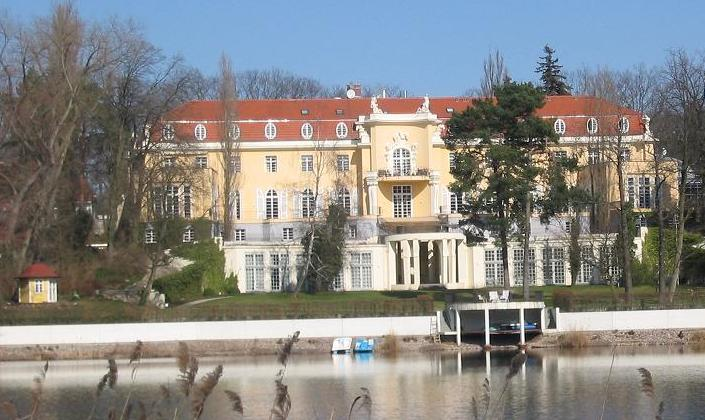
Villa Konschewski am Hundekehlesee

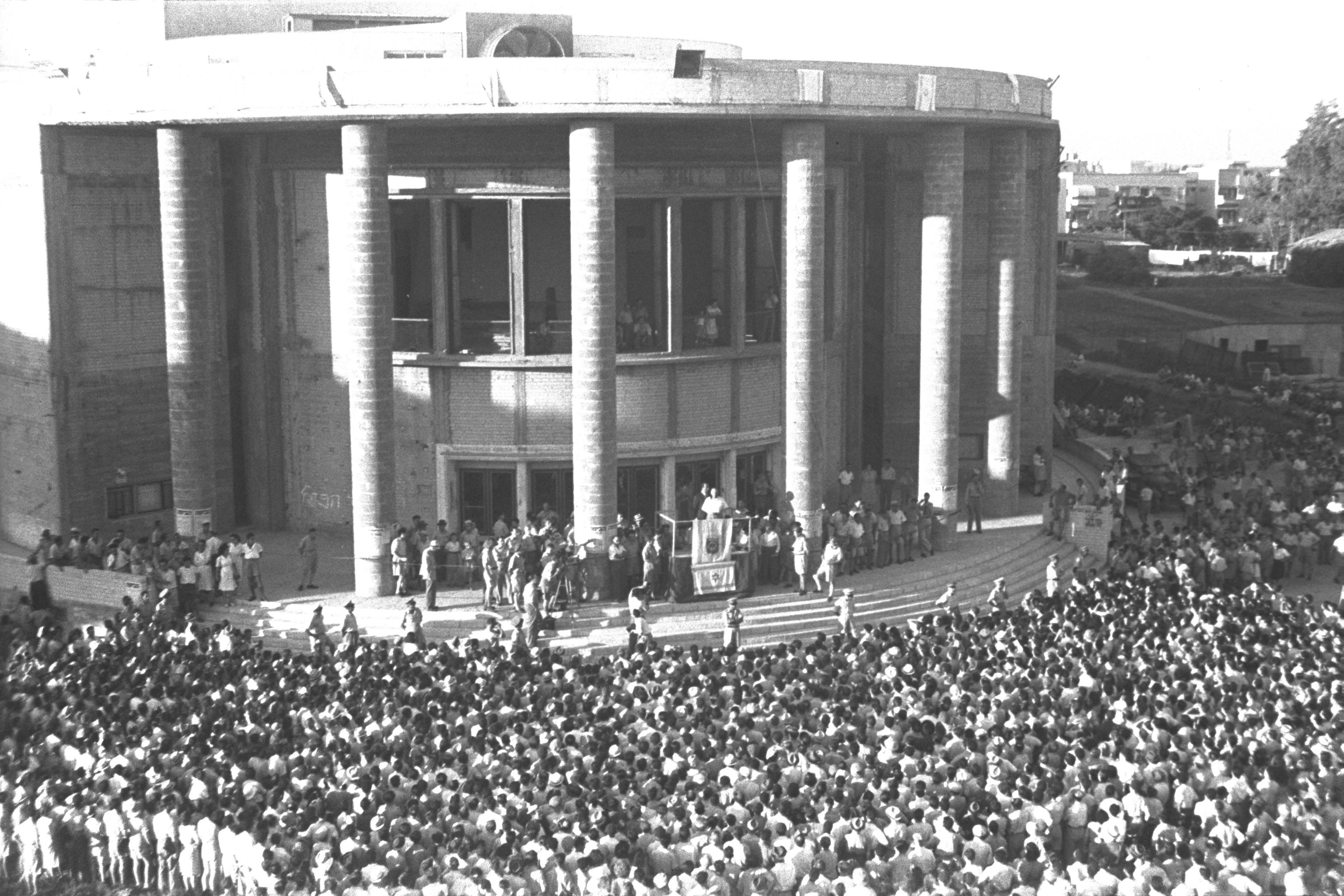
Habimah-Theater

Oskar Kaufmann (* 2. Februar 1873 in Újszentanna, Österreich-Ungarn; † 6. September 1956 in Budapest) war ein ungarisch-jüdischer Architekt, der zwischen 1895 und 1933 in Deutschland arbeitete und dessen Schwerpunkt im Bereich des Theaterbaus lag.
Zu seinen bekanntesten Werken gehören die Krolloper, das Hebbel-Theater, die Freie Volksbühne und das Renaissance-Theater in Berlin sowie das Stadttheater Bremerhaven, das Neue Stadttheater in Wien und das Habimah in Tel Aviv.

## Leben

### Jugend und Ausbildung
Kaufmann war der Sohn des wohlhabenden jüdischen Landbesitzers Karl Kaufmann und der Adele Werner. Nach dem Abitur in Arad ging er als Freiwilliger zu den Arader Husaren und begann nach dieser Zeit ein Studium der Architektur in Budapest. Möglicherweise führten Unstimmigkeiten mit den Eltern, die seine Klavierstudien (die Kaufmann mit der Absicht betrieb, Pianist zu werden) ablehnten und die ihm daraufhin die finanzielle Unterstützung versagten, dazu, dass er 1895 Ungarn verließ und sein Architekturstudium an der Technischen Hochschule Karlsruhe fortsetzte. In dieser Zeit verdiente er sich seinen Lebensunterhalt mit seinem Klavierspiel. Hierdurch kam er mit einer Reihe von Persönlichkeiten aus dem Kreis der Oper in Kontakt. Unter ihnen war auch der damalige Musikdirektor der Hofoper in Karlsruhe, der österreichische Komponist Felix Mottl, der Kaufmann als Pianisten aufrichtig schätzte. Wahrscheinlich haben diese Kontakte die architektonische Entwicklung von Kaufmann nachhaltig beeinflusst.
Zu seinen architektonischen Lehrern gehörten in Karlsruhe Josef Durm, Otto Warth, Carl Schäfer und Max Laeuger. Am 14. Dezember 1899 schloss Kaufmann sein Studium als Diplom-Ingenieur mit der Note gut ab.
In Karlsruhe hatte Kaufmann auch Emma Gönner, Tochter des damaligen Bürgermeisters von Baden-Baden, Rudolf Gönner, kennengelernt, die er 1903 heiratete. Sie hatten zwei Kinder. Auf Wunsch seines Schwiegervaters ließ er sich aus diesem Anlass taufen.

### Die Jahre in Berlin bis zum Ersten Weltkrieg
In Berlin arbeitete Kaufmann in den Jahren von 1901 bis 1903 im Architekturbüro des bekannten Theaterarchitekten Bernhard Sehring, wo er am Bau des Stadttheaters Bielefeld beteiligt war, ohne sich aber bei seinen eigenen Arbeiten an dessen Stil zu orientieren. Vielmehr beeinflusste ihn das Werk Hermann Billings, der zwar seit 1892 in Karlsruhe als Architekt tätig war, den Kaufmann aber nicht persönlich kennengelernt hatte. Auch die Arbeiten von Alfred Messel waren für seinen späteren Stil prägend.

#### Die Phase der Etablierung
Im Anschluss an seine Tätigkeit bei Sehring gründete Kaufmann ein eigenes Architekturbüro, das sich bis 1908 in der Luitpoldstraße 20 in Schöneberg, dann in der Neuen Ansbacher Straße 9 in Charlottenburg befand. In den Jahren von 1905 bis 1907 war Kaufmann an kleineren Projekten beteiligt, so beispielsweise einem Geschäftshaus in der Ritterstraße in Berlin, das im Zweiten Weltkrieg zerstört wurde. Dazu gehörte auch die Ausstattung eines Schlafzimmers für eine Ausstellung der Firma Wertheim, die ihn in Kontakt mit dem Theaterunternehmer und Regisseur Eugen Robert brachte. Dieser plante die Errichtung eines neuen Theaters und beauftragte Kaufmann mit einem Entwurf, wobei wohl dessen Erfahrung beim Bau des Bielefelder Stadttheaters für Sehring ins Gewicht fiel. Mit der Fertigstellung und Eröffnung des Hebbel-Theaters im Jahr 1908 wurde Kaufmann öffentlich bekannt. Zum beschränkten Wettbewerb für den Neubau des Stadttheaters in Bremerhaven wurde Kaufmann jedoch erst hinzugeladen, nachdem der Theaterarchitekt Max Littmann abgesagt hatte.
Zuvor hatte Kaufmann eine Ausschreibung für ein in Charlottenburg neu zu errichtendes Operngebäude gewonnen. Der Jury gehörten bekannte Persönlichkeiten wie Max Liebermann und Otto March an. Obwohl dieser Bau nie realisiert wurde, hatte sich Kaufmann mit den beiden ausgeführten Vorhaben als Theaterarchitekt einen Namen gemacht. Weitere Theaterbauten Kaufmanns sind das Wiener Stadttheater im 8. Bezirk, das sich zwischen Laudongasse, Skodagasse und Daungasse befand und von dem nur noch das rückwärtige Wohngebäude existiert, und die Volksbühne in Berlin, die in stark veränderter Form erhalten ist. Beide Bauten wurden in den Jahren 1913/1914 fertiggestellt. Er entwarf 1913 auch das erste Gebäude Deutschlands, das ausschließlich als Kino genutzt wurde: das fensterlose Cines, der spätere UFA-Pavillon am Nollendorfplatz.
Außer beim Theaterbau war Kaufmann auch als Innenarchitekt tätig. Viele seiner Auftraggeber stammten aus der Literatenszene oder der Opernwelt, unter ihnen so prominente Personen wie der Verleger Siegfried Jacobsohn, der Komponist Victor Hollaender und der Eigentümer und Geschäftsführer der Berliner Philharmonie Peter Landecker.

#### Die Zusammenarbeit mit Eugen Stolzer
Beim Bau des Stadttheaters in Bremerhaven hatte Kaufmann bereits den jungen ungarischen Architekten Eugen Stolzer kennengelernt. Dieser hatte von 1904 bis 1908 an der Technischen Hochschule München studiert, 1909 den ungarischen Staatspreis für Architektur und ein Kurzstipendium an der Pariser École des Beaux-Arts gewonnen und hatte in den Jahren von 1910 bis 1912 als Mitarbeiter des Architekten Heinrich Straumer die Gartenstadt Frohnau mitgeplant, an deren Ausführung er ebenfalls beteiligt war. Ab 1916 wurde er gleichberechtigter Partner von Oskar Kaufmann, für den er vorher schon eine Reihe von Entwürfen gemacht hatte. Viele Arbeiten konzipierten die beiden zusammen, sodass bei einer Reihe von Bauvorhaben die individuellen Anteile nicht zu trennen sind.

### Der Erste Weltkrieg und die 1920er Jahre
Zwar wurde Kaufmann auf Grund seiner Staatsbürgerschaft nicht zum Kriegsdienst eingezogen und konnte sein Architekturbüro weiterführen, dennoch machte sich die kriegsbedingte Verschlechterung der Auftragslage bemerkbar. Aus diesen Jahren stammt ein nie realisierter Entwurf für ein Balletttheater für den damaligen Leiter der Freien Volksbühne, Max Reinhardt, von dem allerdings nicht klar ist, ob es sich um einen realen Entwurf oder ein reines Phantasiegebäude handelt.
In den 1920er Jahren blieb Kaufmann weiterhin für private Auftraggeber tätig und realisierte eine Reihe von Villen in und um Berlin. Zu den spektakulärsten Bauten gehörten hierbei die Villa einer jungen Dame (1922/1923) in Berlin-Schmargendorf, die in wesentlich veränderter Form noch vorhanden ist, und die Villa Konschewski am Hundekehlesee in Berlin-Grunewald, die zwar vom Auftraggeber nie bezogen, sondern aufgrund von finanziellen Schwierigkeiten in Einzelwohnungen aufgeteilt wurde, aber so ebenfalls in veränderter Form erhalten blieb.
In Berlin besorgte Kaufmann auch den Innenausbau des Cafés Schottenhaml am Kemperplatz.

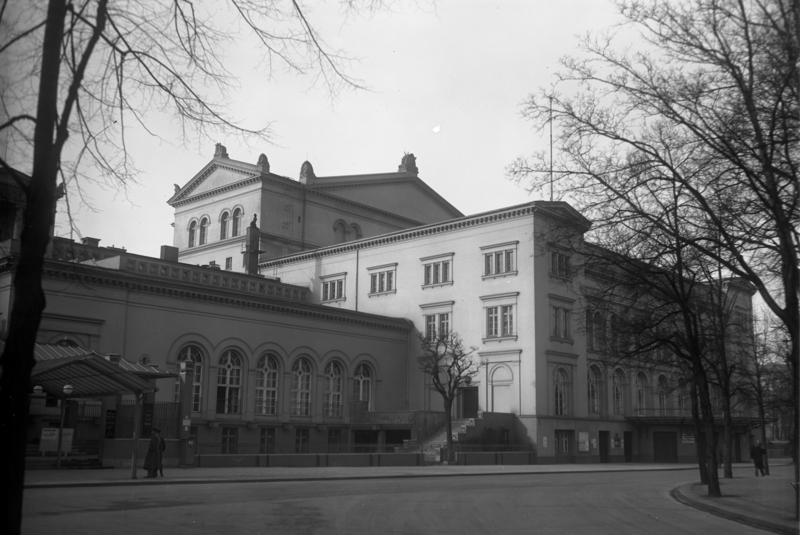
Krolloper 1930

Von den Theaterbauten aus dieser Zeit blieben zunächst das Theater am Kurfürstendamm, die ebenfalls dort gelegene Komödie und das Renaissance-Theater erhalten. Die beiden ersteren Häuser wurden jedoch im Frühjahr 2019 abgerissen, so dass das Renaissance-Theater nun allein übrig geblieben ist. Das bedeutendste Gebäude dieser Phase aber blieb der Bau der Krolloper, mit dem Kaufmann sich von 1920, dem Datum des ersten Entwurfs, bis zum Jahr 1929, in dem die Gärten vollendet wurden, beschäftigte.

### Die Krise am Ende der 1920er Jahre und die Emigration
Die Weltwirtschaftskrise am Ende der 1920er Jahre brachte Kaufmann zwar auf Grund seiner noch vorhandenen Aufträge für Um- und Erweiterungsbauten nicht in eine solche katastrophale Lage wie viele seiner Berufsgenossen, dennoch gingen auch seine Aufträge spürbar zurück. Mit der „Machtergreifung“ der NSDAP sollte sich das für Kaufmann nicht ändern, im Gegenteil, die Lage verschlechterte sich spürbar. In dieser Situation ging sein Partner Eugen Stolzer bereits im Mai 1933 nach Palästina ins Exil; Kaufmann folgte ihm im September desselben Jahres nach.
Die Wahl fiel auch deswegen auf Palästina, weil das Habimah-Ensemble aus Moskau, das sich 1932 fest in Tel Aviv niedergelassen hatte, dort ein Theater bauen wollte. Ursprünglich war das Projekt an den Berliner Architekten Erich Mendelsohn vergeben worden, der allerdings – nach Einschätzung seiner Auftraggeber – zu wenig Interesse an dem Auftrag bekundete. Daher wandte sich das Ensemble an Kaufmann, der den Auftrag annahm. Im Oktober 1933 erreichte Kaufmann mit seiner Familie Palästina.
Neben dem Habimah-Theater errichtete Kaufmann ein Kino für die Gewerkschaft Histadrut in Haifa sowie eine Reihe von Wohnhäusern für private Auftraggeber. Dennoch gelang es ihm nicht, an seine Berliner Erfolge anzuknüpfen. Zwar war sein Ruf als Architekt ungeschmälert, aber die wirtschaftliche Lage in Palästina führte dazu, dass er nach 1937 keine Aufträge mehr bekam.

### Rückkehr nach Europa
In dieser Situation entschloss Kaufmann sich, 1939 nach Europa zurückzukehren. Freunde ermöglichten ihm die Reise, aber der Ausbruch des Zweiten Weltkriegs verhinderte seine Einreise nach Großbritannien. Gleichzeitig machten die restriktiven Einwanderungsgesetze Großbritanniens es ihm unmöglich, nach Palästina zurückzukehren. Bis zum September 1940 hielt er sich in Bukarest auf. Der steigende Druck auf die jüdische Bevölkerung unter dem faschistischen Regime von Ion Antonescu zwang ihn, nach Ungarn auszuweichen. Dort war die Situation für jüdische Flüchtlinge zwar vergleichsweise besser als in den umliegenden Staaten, dennoch überlebte seine Frau die Jahre nicht und starb 1942. Oskar Kaufmann überlebte die ab Mai 1944 einsetzenden Deportationen, allerdings war er ohne Einkommen und somit mittellos und auf die Unterstützung von Freunden angewiesen. Seine finanzielle Situation besserte sich nach dem Ende des Krieges wenig.

### Die letzten Jahre
Im Jahr 1947 beschloss die ungarische Regierung unter Präsident Zoltán Tildy, dass 25 Künstlern, die das Alter von 60 Jahren überschritten hatten und zu denen auch der mittlerweile 74-jährige Oskar Kaufmann zählte, rückwirkend ab dem 1. August 1946 eine staatliche Rente zu gewähren sei. Auch konnte Kaufmann seine Arbeit – allerdings für das staatliche Budapester Entwurfsbüro für Städtebau (BUVATI) – ab Januar 1949 wieder aufnehmen.
Bis zu seinem Tode im Jahr 1956 realisierte er noch den Umbau der ungarischen Staatsoper sowie den Umbau des Erkel-Theaters. Die Fertigstellung seines letzten Auftrags, des Neubaus des Madách-Theaters, erlebte Kaufmann nicht mehr – er starb im Alter von 79 Jahren kurz nach Beginn der Bauausführung, die sich um vier Jahre verzögert hatte.